# Hongta

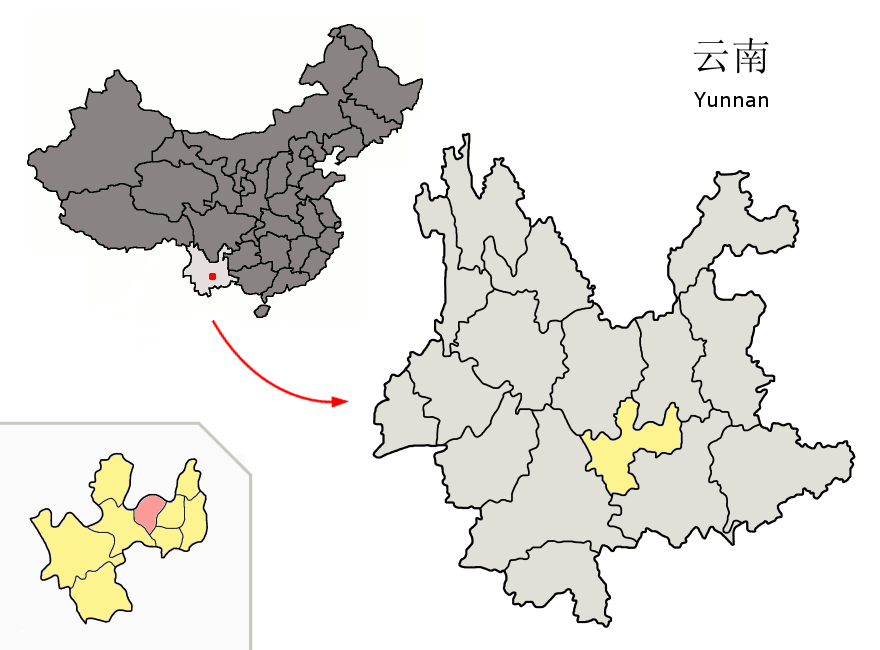
Lage des Stadtbezirks Hongta (rosa) in der bezirksfreien Stadt Yuxi (gelb)

Der Stadtbezirk Hongta (红塔区,  Hóngtǎ Qū) ist ein Stadtbezirk, der zum Verwaltungsgebiet der bezirksfreien Stadt Yuxi in der chinesischen Provinz Yunnan gehört. Er hat eine Fläche von 946,5 km² und zählt 588.738 Einwohner (Stand: Zensus 2020).

## Administrative Gliederung
Auf Gemeindeebene setzt sich der Kreis aus drei Straßenvierteln, sechs Großgemeinden und zwei Gemeinden (beides Nationalitätengemeinden der Yi) zusammen. Diese sind:
- Straßenviertel Yuxinglu 玉兴路街道
- Straßenviertel Fenghuanglu 凤凰路街道
- Straßenviertel Yudailu 玉带路街道

- Großgemeinde Beicheng 北城镇
- Großgemeinde Chunhe 春和镇
- Großgemeinde Liqi 李棋镇
- Großgemeinde Dayingjie 大营街镇
- Großgemeinde Yanhe 研和镇
- Großgemeinde Gaocang 高仓镇

- Gemeinde Xiaoshiqiao der Yi 小石桥彝族乡
- Gemeinde Luohe 洛河彝族乡